# Bernardswiller
Bernardswiller is een gemeente in het Franse departement Bas-Rhin (regio Grand Est). De plaats maakt deel uit van het arrondissement Sélestat-Erstein. Bernardswiller telde op 1 januari 2022 1.466 inwoners.

## Geografie
De oppervlakte van Bernardswiller bedroeg op 1 januari 2022 5,53 vierkante kilometer; de bevolkingsdichtheid was toen 265,1 inwoners per km².

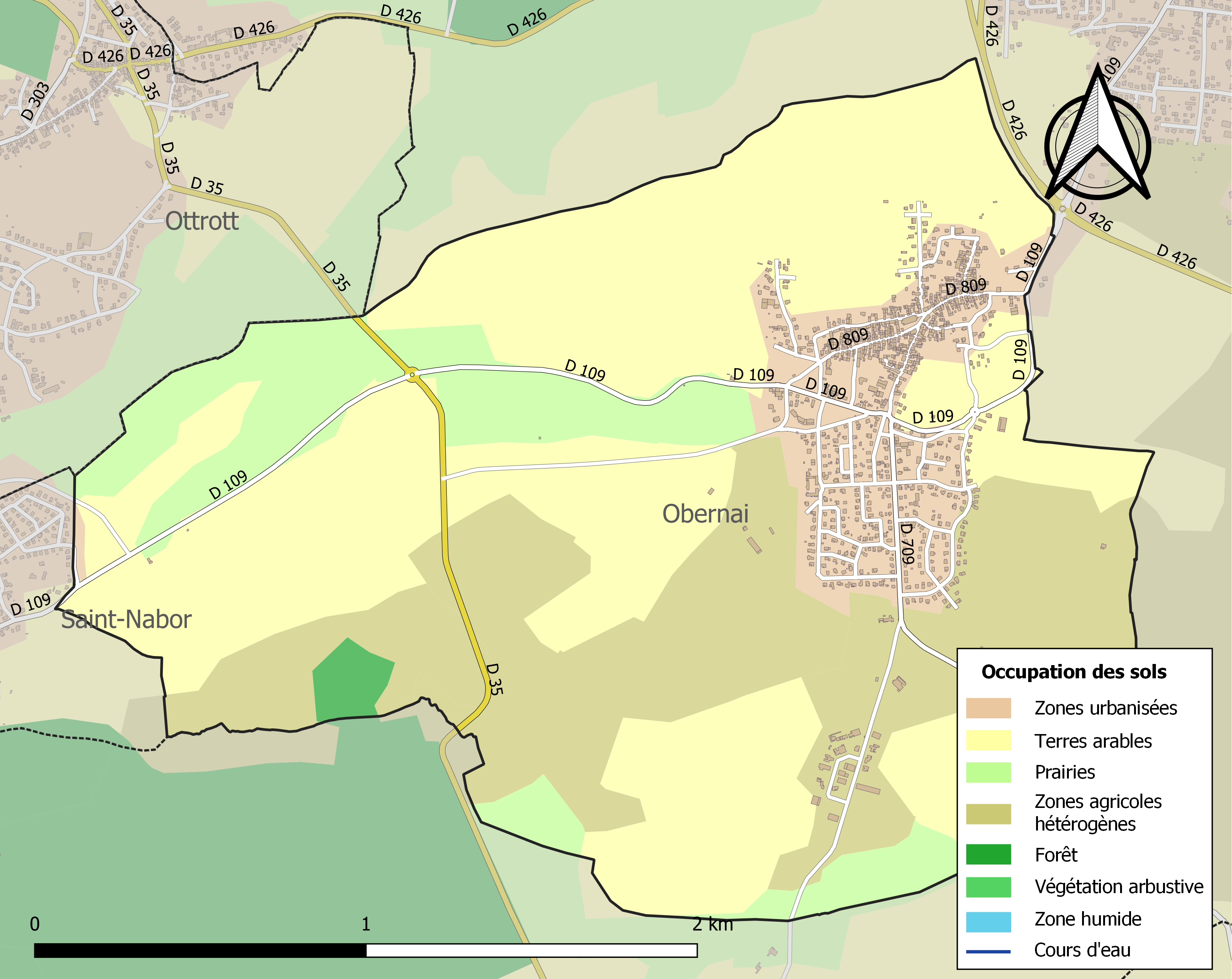
Kaart van de gemeente met de belangrijkste infrastructuur, bodemgebruik en omliggende gemeenten

## Demografie
Onderstaande figuur toont het verloop van het inwonertal (bron: INSEE-tellingen).